# ساو تومي وبرينسيب
ساو تومي وبرينسيب (بالبرتغالية: São Tomé and Príncipe‏) ورسميا جمهورية ساو تومي وبرينسيب الديمقراطية (بالبرتغالية: República Democrática de São Tomé e Príncipe‏) هي دولة جزرية ناطقة بالبرتغالية تقع في خليج غينيا على الساحل الغربي الاستوائي من منطقة وسط أفريقيا، وتعني بالبرتغالية «القديس توماس والأمير». تتألف البلاد من أرخبيلين يقعان حول الجزيرتان الرئيسيتان: وهما جزيرة ساو تومي وجزيرة برينسيبي اللتان تفصلهما مسافة تبلغ حوالي 140 كيلومتر (87 ميل)، وتبعد جزيرة ساو تومي حوالي 250 كيلومتر (155 ميل) بينما تبعد جزيرة برينسيب حوالي 225 كيلومتر (140 ميل) عن ساحل شمال غربي الغابون.
كانت الجزيرتين غير مأهولتين بالسكان حتى اكتشاف المستكشفين البرتغاليين لهما في القرن الخامس عشر. وقام البرتغاليون باستعمارهما واستيطانهما بصورة تدريجية خلال القرن السادس عشر، وغدت ساو تومي وبرينسيب مركزا حيويا لتجارة العبيد عبر الأطلنطي. فساعد توافر التربة البركانية الخصبة وموقعها القريب من خط الاستواء على جعلها موقعا ملائما لزراعة السكر وغيره من المحصولات التجارية مثل القهوة والكاكاو. واعتمد هذا الاقتصاد الزراعي المربح اعتمادا كبيرا على استيراد العبيد الأفارقة. مرت البلاد بأدوار من الاضطرابات الاجتماعية وعدم الاستقرار الاقتصادي خلال القرنين التاسع عشر والعشرين وتوجت بنيل البلاد لاستقلالها عام 1975. ومنذ ذاك الحين بقيت ساو تومي وبرينسيب أحد أكثر بلدان أفريقيا جنوب الصحراء استقرارا وديمقراطيةً.
تعد ساو تومي وبرينسيب ثاني أصغر بلدان أفريقيا من حيث عدد السكان بعد سيشل، إذ يبلغ عدد سكانها 199,910 نسمة (بحسب إحصاء عام 2016)، ما يجعلها أصغر بلد ناطق بالبرتغالية في العالم. وغالبية سكانها من أصول أفريقية ومختلطة، ويدين معظمهم بالمسيحية الكاثوليكية. ويظهر الإرث البرتغالي جليا في ثقافة وعادات وتقاليد البلاد، فثقافة ساو تومي وبرينسيب هي عبارة عن خليطٍ ثقافي ظهر نتيجة ما تأثرت به الجزيرتان من التدامج الحاصل للتأثيرات الأوروبية والأفريقية.

## التاريخ

### الاستعمار البرتغالي والاستيطان
اكتشف الملاحون البرتغاليون جزيرتي ساو تومي وبرنسيب في حدود سنة 1471 وكانتا قبل هذا الاكتشاف غير مأهولتين بالسكان أول محاولة استيطانية ناجحة في ساو تومي بدأت في 1493 من جانب ألفارو كامينيا، الذي حصل على الأرض منحة من ولي العهد. أما جزيرة برينسيبي فقد تم استيطانها في 1500 في إطار ترتيب مماثل، وكان أول المستوطنين في هاتين الجزيرتين من اليهود السفارديم وأرباب السوابق، حيث كان من الصعب استقدام البرتغاليون فتم إرسال العناصر الغير مرغوب فيها من البرتغال إلى الجزيرتين أصبحت ساو تومي مستعمرة برتغالية تحت سلطة ولي عهد البرتغال في 1522 وتلتها برنسيب في 1573، بسبب التربة البركانية بدأت في البلاد الزراعة خاصة قصب السكر، وبحلول القرن السابع عشر كانت من أهم منتجي السكر بفضل الزراعة الكثيفة بأيدي عمال السخرة، لكن تدهور الإنتاج حتى القرن التاسع عشر فتم إدخال زراعات جديدة مثل الكاكاو والبن. مما أعاد البلاد إلى الرخاء من جديد. في عام 1908 كانت البلاد أكبر منتج للكاكاو في العالم ولا تزال للمحصول اهميته حتى الآن.

### من الاستقلال حتى الآن
في سنة 1952 تكونت حركة من المنفيين خارج البلاد تطالب بالاستقلال عن البرتغال. ذلك بعد أن قام ملاك الأراضي البرتغاليون بإخماد اضطرابات عمالية وقتل المئات من العمال الأفارقة.
في أبريل 1974 قام الجيش البرتغالي بثورة ناجحة في بلاده ضد الحكم الديكتاتوري. فقامت الحكومة البرتغالية الجديدة بانهاء المستعمرات البرتغالية بما فيها ساو تومي وبرينسيب. تم نقل السلطة من المستعمر البرتغالي إلى حركة تحرير ساو تومي وبرينسيب (MLSTP) التي كانت تتخذ من الغابون مقرا لها. اعلنت الحركة عن اختيار زعيمها مانويل بينتو دا كوستا الذي تلقى تدريبه في ألمانيا الشرقية رئيسا للجمهورية وحصلت البلاد على استقلالها في 12 يوليو 1975.
في سنة 1987 أدخلت إصلاحات ديمقراطية في البلاد وفي سنة 1990 تم إجراء تعديلات على الدستور وإضفاء الصفة القانونية على الأحزاب السياسية المعارضة. أدت تلك الإصلاحات إلى انتخابات سنة 1991 التي كانت سلمية ونزيهة، وفاز فيها ميغيل تروفوادا، رئيس الوزراء السابق الذي كان في المنفى منذ سنة 1986، ثم عاد كمرشح مستقل وانتخب رئيسا للبلاد. وفي سنة 1995 وقع انقلاب عسكري عزل الرئيس عن الحكم لمدة أسبوع ولكنه عاد إلى الحكم بعد فشل الانقلاب ورده على أعقابه بوساطة أنغولا. أعيد انتخاب ميغيل تروفوادا في ساو تومي في ثاني انتخابات رئاسية متعددة الأحزاب في سنة 1996. وفاز فيها على دا كوستا. وفاز حزب الوفاق الديمقراطي (PCD) وفاق MLSTP وحصل على أغلبية المقاعد في الجمعية الوطنية، وأصبحت حركة تحرير ساو تومي وبرينسيب MLSTP حزب الأقلية في البرلمان. ولكن في الانتخابات البلدية التي تمت وفي أواخر سنة 1992، عادت حركة تحرير ساو تومي وبرينسيب MLSTP لتفوز بأغلبية المقاعد في خمسة من سبعة مجالس إقليمية. في إجراء انتخابات تشريعية مبكرة في أكتوبر 1994، زاد MLSTP من حصته من المقاعد في الجمعية الوطنية. ثم حصلت حركة تحرير ساتومي وبرنسيب على أغلبية مطلقة من المقاعد في انتخابات نوفمبر 1998.أجريت الانتخابات الرئاسية في تموز / يوليو 2001. وفاز فيها المرشح المستقل المدعوم من حزب العمل الديمقراطي، فراديك دو مينيزيس، وانتخب في الجولة الأولى وتسلم مهامة الرئاسية في 3 سبتمبر. وأجريت الانتخابات البرلمانية في آذار / مارس 2002. قام الجيش بالاستيلاء على السلطة لمدة أسبوع واحد في تموز / يوليه 2003، وقد كان الجيش متذمرا من الفساد، ويشكو من أن عائدات النفط القادمة لم يتم تقسيمها بعدالة. وتم التفاوض على اتفاق بشأن متطلبات الجيش في إطار الرئيس دي مينيزيس الذي كان عاد إلى المكتب.
في 30 يوليو 2006 أجريت الانتخابات الرئاسية، فراديك دو مينيزيس بسهولة فاز بولاية ثانية من خمس سنوات في منصبه حيث حصل على 60% من الأصوات، هزيمة اثنين من المرشحين الآخرين منهم باتريس تروفوادا (ابن الرئيس السابق ميغيل تروفوادا) الذي حصل على 38.5% من الأصوات.

## جغرافيا
تقع الجزيرتان المكونتان للبلاد في خليج غينيا على بعد 240 كم من الساحل الغربي لوسط أفريقيا. وتتكون من جزيرة ساو تومي التي يبلغ مساحتها حوالي 859 كم وتغطيها جبال تنمو عليها أدغال كثيفة وأقتطع منها مزارع كبيرة. اما جزيرة برنسيب فتبلغ مساحتها 142 كم مربع وتتكون من جبال وعرة صخورها مشرشرة كما تضم الجمهورية جزيرتين أخريين.

## المجتمع

### التركيبة السكانية
أجري أول تعداد للسكان عام 2011 بمساعدة معهد الإحصاء الوطني التابع للرأس الأخضر.
قدرت الوكالة الحكومية تعداد السكان بنحو 163,784 نسمة عام 2010. يعيش ما يقرب من 157,000 نسمة على جزيرة ساو تومي وحوالي 6,000 على جزيرة برينسيب.
تنحدر أصول جميع السكان من عدة بلدان؛ حيث بدأ البرتغاليون بنقل الأشخاص إلى الجزيرتين ابتداءا من عام 1470. وظهرت معالم تحركان بشريان خلال سبعينيات القرن العشرين حيث رحل معظم البرتغاليين البالغ عددهم حوالي 4,000 نسمة بالترافق مع دخول عدة مئات من لاجئي ساو تومي وبرينسيب الذين قدموا من أنغولا.

### المجموعات الإثنية
من أبرز المجموعات الإثنية الرئيسية على جزيرتي ساو تومي وبرينسيب:
- مختلطي الدم أو الميستيثو (Mestiços): تنحدر أصولهم من المستعمرين البرتغاليين والعبيد الأفارقة الذين جيء بهم من مواطنهم الأصلية في بنين والغابون وجمهورية الكونغو وجمهورية الكونغو الديمقراطية وأنغولا إلى الجزيرتين خلال السنوات الأولى، ويطلق عليهم تسمية «أطفال الأرض» (بالبرتغالية: filhos da terra‏).
- الأنغولاريون (Angolares): ينحدرون وفقا للاعتقاد السائد من العبيد الأنغوليين الذين نجوا من غرق إحدى السفن عام 1540، ويكتسبون قوتهم من صيد السمك.
- الفورو (Forros): ينحدرون من العبيد الذين تحرروا حين ألغيت العبودية.
- سيرفيساي (Serviçais): عمال بالتعاقد من أنغولا وموزمبيق والرأس الأخضر يعيشون على الجزيريتين بصورة مؤقتة.
- التونغا (Tongas): أولاد سيرفيساي ممن ولدوا على الجزيرة.
- الأوروبيون: معظمهم برتغاليون.
- آسيويون: معظمهم صينيون ومنهم الماكاويون ذوي الأصول البرتغالية والصينية المختلطة.

### اللغات
تعد البرتغالية اللغة الرسمية في ساو تومي وبرينسيب واللغة الوطنية بحكم الأمر الواقع، حيث يتحدثها حوالي 98.4% من سكان البلاد، وكانت البرتغالية منتشرة على الجزيرة منذ القرن الخامس عشر. كما تنتشر متغيرات لغوية (لغات كريولية) مشتقة عن البرتغالية: كريولية فورو (36.2%) وكريولية الرأس الأخضر (8.5%) وكريولية أنغولار (6.6%) وكريولية برينسيبية (1%). كما يجري تعليم اللغتين الفرنسية والإنجليزية في المدارس.

### الدين
غالبية السكان من المسيحيين (97%) وتأتي الكنيسة الكاثوليكية الرومانية (72%) كأكبر الطوائف المسيحية، وتوجد أقليات بروتستانتية للسبتيون وغيرهم من البروتستانت الإنجيليين. كما توجد أقلية من السكان المسلمين.

### الرعاية الصحية
عاد مرض الملاريا بالظهور في البلاد عام 2010، ولم يُعرف السبب وراء ذلك. بلغ متوسط عمر الإناث عند الولادة 65.1 سنة خلال الفترة التي امتدت من عام 2005 حتى 2010، أما متوسط عمر الذكور فبلغَ 62.8 خلال تلك الفترة. وبلغ متوسط العمر للحياة الصحية 64.7 سنة عام 2011. بلغ مقدار المصاريف الحكومية المدفوعة للفرد الواحد في مجال الصحية 90.73 دولار عام 2009.
لدى ساو تومي وبرينسيب وفقا لمنظمة الصحة العالمية أكبر نسبة مصابين بفقر الدم الناجم عن عوز الحديد في العالم.

## المناخ
استوائي وتبلغ درجة الحرارة 27 مئوية على الساحل وحوالي 20 درجة مئوية على الجبال وموسم الأمطار من أكتوبر إلى مايو.

## الاقتصاد
يعد اقتصاد البلاد ضعيف وهش وقد أصبحت البلاد تعتمد بصورة متزايدة على محصول الكاكاو منذ استقلالها في سنة 1975. ولكن إنتاج الكاكاو انخفض بصورة ملحوظة في السنوات الأخيرة بسبب الجفاف وسوء الإدارة. وتقوم ساو تومى باستيراد جميع احتياجاتها من الوقود ومعظم السلع المصنعة، والسلع الاستهلاكية، وكمية كبيرة من الأغذية. إلا أنها واجهت صعوبة في خدمة ديونها الخارجية، ويعتمد الاقتصاد اعتمادا كبيرا على المساعدات بشروط ميسرة وإعادة جدولة الديون. وتوجد إمكانات كبيرة للتنمية من صناعة السياحة، والحكومة قد اتخذت خطوات لتوسيع المرافق في السنوات الأخيرة. وساو تومى متفائلة بشأن تطوير موارد النفط في مياهها الإقليمية في مناطق خليج غينيا الغنية بالنفط، والتي يجري تطويرها بشكل مشترك مع نيجيريا بنسبة 60-40. أول تراخيص الإنتاج بيعت في سنة 2004، وسببت الخلافات حول الترخيص مع نيجيريا تأخر تسلم ساو تومى أكثر من 20 مليون دولار منحة التوقيع على العقود لمدة عام تقريبا. وقد حقق الناتج المحلي الإجمال نمو حقيقي تجاوز 6% في سنة 2007، نتيجة للزيادات في النفقات العامة والاستثمارات النفطية.

## نظام الحكم
النظام في ساو تومي جمهوري وينتخب الرئيس بالاقتراع المباشر لمدة خمس سنوات (و يمكن إعادة الانتخاب لفترة ولاية ثانية).و الدستور يعطي السلطة العليا إلى البرلمان الذي يتكون من 55 عضوا ينتخبون كل 4 سنوات. وفي سنة 1990 تم عمل استفتاء عام واقرار الدستور الجديد. الذي مهد الطريق لقيام جمهورية ديمقراطية متعددة الأحزاب.
مجلس الوزراء يعينهم الرئيس بناء على اقتراح من رئيس الوزراء.

## التقسيم الإداري
ساو تومي وبرينسيبي تنقسم إلى محافظتين هما محافظة ساو تومي ومحافظة برينسيبي.
وتنقسم هاتان المحافظتان إلى 6 مقاطعات في ساو تومي وواحدة في برينسيبي (وهي بحكم ذاتي منذ 29 أبريل 1995).

## وصلات خارجية
- ساو تومي وبرينسيب—معلومات للسياح

الحكومة
- الصفحة الرسمية لحكومة ساو تومي وبرينسيب (بالبرتغالية)
- رئيس جمهورية ساو تومي وبرينسيب الديمقراطية (الموقع الرسمي) (بالبرتغالية)
- الجمعية الوطنية لساو تومي وبرينسيب (الموقع الرسمي) (بالبرتغالية)
- رئيس الحكومة وأعضاء مجلس الوزراء (بالإنجليزية)